# Petr Václav
Petr Vaclav est un réalisateur et scénariste franco-tchèque.

## Biographie
Diplômé de l’Académie du cinéma de Prague, stagiaire à La Fémis et ancien pensionnaire à la Villa Médicis.

## Filmographie partielle

### Au cinéma
- 1996 : Marian
- 2001 : Les Mondes parallèles (Paralelní svety)
- 2014 : Zaneta (Cesta Ven)
- 2016 : Nikdy nejsme sami
- 2017 : Ça ira mieux là-bas (Skokan)
- 2022 : Il Boemo